# Елизавета Кристина Ульрика Брауншвейг-Вольфенбюттельская
Елизавета Кристина Ульрика Брауншвейг-Вольфенбюттельская (нем. Elisabeth Christine Ulrike von Braunschweig-Wolfenbüttel; 9 ноября 1746, Вольфенбюттель — 18 февраля 1840, Штеттин) — принцесса Брауншвейг-Вольфенбюттельская, первая супруга наследника прусского престола Фридриха Вильгельма II.

## Биография
Елизавета Кристина — дочь герцога Карла I Брауншвейг-Вольфенбюттельского и Филиппины Шарлотты Прусской, младшей сестры Фридриха Великого. Король Фридрих велел выдать свою племянницу Елизавету Кристину за её кузена и своего племянника, будущего короля Пруссии Фридриха Вильгельма II. Фридрих Вильгельм был сыном Августа Вильгельма Прусского и Луизы Амалии Брауншвейг-Вольфенбюттельской. Король Фридрих надеялся, что Елизавета Кристина наведёт порядок в личной жизни наследника престола и произведёт на свет наследников. Свадьба состоялась 14 июля 1765 года в Вольфенбюттеле.
Но планам короля Фридриха не было суждено воплотиться в жизнь. После рождения дочери ситуация в семье наследника стала накаляться. Фридрих Вильгельм по-прежнему увлекался французскими актрисами и танцовщицами, а его уверенная в себе красавица-жена не желала с этим мириться. Елизавета нашла утешение у молодых офицеров потсдамской гвардии. В 1769 году Елизавета забеременела, и, как указано в записках Фридриха Вильгельма фон Тулемейера, её попытка бегства из Пруссии вместе с возлюбленным, музыкантом Пьетро, не увенчалась успехом. Елизавета Кристина избавилась от беременности. Чтобы исключить претензии незаконного потомства на прусский престол, Фридрих Вильгельм потребовал у своих дядей разрешения на официальное расторжение брака, и оно вскоре состоялось. Брауншвейгский двор был вынужден согласиться. Спустя несколько дней после развода Елизавета уехала в Кюстрин. Фридрих Великий заставил племянника Фридриха Вильгельма жениться повторно уже спустя три месяца после развода. Музыкант Пьетро был схвачен и отправлен в Магдебург, где был казнён.
Елизавету Кристину как государственную преступницу сослали в Штеттинский замок, куда её сопровождало лишь несколько компаньонок. Со временем король Фридрих стал проявлять больше заботы к племяннице, а после его смерти в 1786 году Елизавета получила ещё большую личную свободу и в 1774 году заняла бывшее административное здание в Полице. В 1810 году Штеттин был оккупирован французами. «Лисбет из Штеттина» позволили построить скромный летний дворец Фридрихсгнаде («Милость Фридриха»). Со своими братьями и сёстрами ей так больше и не довелось увидеться. Фридрих Вильгельм IV был её единственным гостем.
Елизавета Кристина умерла 18 февраля 1840 года в десять часов утра «от удара» в возрасте 93 лет, она пользовалась такой любовью горожан, что известие о её смерти сопровождал по городу колокольный звон. Она не пожелала быть похороненной у «стариков в Брауншвейге» и повелела построить собственный мавзолей в своём любимом парке. Когда парк перешёл в частную собственность, в ночь на 19 июля 1849 года её прах перезахоронили в дворцовой церкви в Штеттине. Некоторые источники указывают, что позднее было проведено ещё одно перезахоронение в Краковском соборе.

## Семья
В браке с Фридрихом Вильгельмом II у Елизаветы Кристины родилась дочь Фридерика, которая попеременно воспитывалась то своей бабушкой по отцу Луизой Амалией Брауншвейг-Вольфенбюттельской, то Фридерикой Гессен-Дармштадтской, второй супругой своего отца. В 1791 году вышла замуж за герцога Йоркского Фредерика.